# Call on Me (Chicago)
Call on Me is een lied van de Amerikaanse band Chicago, geschreven door trompettist Lee Loughnane. Het is zijn eerste compositorische bijdrage aan het groepsoeuvre, met onvermelde hulp van zanger/bassist Peter Cetera. De Cubaanse percussionist Guille Garcia speelt mee op conga's. Het lied werd in mei 1974 uitgebracht als tweede single van het album Chicago VII waarop ook de B-kant Prelude to Aire terug te vinden is. In dit instrumentale openingsnummer is een prominente rol weggelegd voor de Braziliaanse percussionist Laudir de Oliviera (1940-2017) die zeven jaar lang deel zou uitmaken van de band. Call on Me haalde de zesde plaats in de Billboard Hot 100 en werd een #1-hit in de easy listening-chart.
In 2019 verscheen de versie van de Russische band Leonid & Friends als onderdeel van hun Chicago-tribute. 